# Плавци (породица инсеката)
Плавци (лат. Lycaenidae) су велика породица дневних лептира, претежно плаве, наранџасте или смеђе боје горње стране крила. Заступљени су великим бројем врста. У Европи живи 170 врста плаваца, а у Србији 55 врста. Породица је подељена на више потпородица.
Lycaenidae је друга по величини породица лептира (иза Nymphalidae, четкастих лептира), са преко 6.000 врста широм света, чији се чланови називају и лептири са паучинастим крилима. Они чине око 30% познатих врста лептира.

## Опис, храна и животни циклус
Одрасле јединке су мале, обично испод 5 cm, и јарко обојене, понекад са металним сјајем. Код ове породице лептира најизраженији је полни диморфизам. Најчешће су женке смеђе и неупадљиве боје.
Ларве су често спљоштене, а не цилиндричне, са жлездама које могу производити секрет који привлаче и потчињавају мраве. Њихове кутикуле имају тенденцију да буду задебљане. Неке ларве су способне да производе вибрације и ниске звукове који се преносе кроз супстрате у којима живе. Оне користе ове звукове за комуникацију са мравима.
Одрасли појединци често имају длакаве репове налик на антене заједно са црно-белим прстенастим (прстенастим) изгледом. Многе врсте такође имају тачку у дну репа, а неке се окрећу по слетању како би збуниле потенцијалне предаторе да препознају праву оријентацију главе. Ово узрокује да предатори приђу са праве главе, што резултира раним визуелним откривањем.
Lycaenidae су разнолики у погледу својих прехрамбених навика и осим фитофагије, неки од њих су ентомофагни, хране се лисним вашима, љускавим инсектима и ларвама мрава. Неки ликениди чак искоришћавају своју повезаност са мравима наводећи мраве да их хране регургитацијом, процесом који се назива трофалакса. Нису свим ликенидним лептирима потребни мрави, али око 75% врста се повезује са мравима, однос који се назива мирмекофилија. Ове асоцијације могу бити узајамне, паразитске или предаторске у зависности од врсте.
Код неких врста, ларве посећују и штите мрави док се хране биљком домаћином, а мрави од њих добијају медну росу богату шећером током целог живота ларве, а код неких врста током стадијума кукуљице. Код других врста, само првих неколико фаза се проводи на биљци, а остатак животног века ларве проводи се као грабежљивац у гнезду мрава. Ларва постаје паразит, који се храни регургитацијом мрава, или предатор на ларвама мрава. Гусенице се развијау унутар гнезда мрава и мрави настављају да брину о луткама. Непосредно пре изласка одраслих јединки, крила лептира унутар кућишта кукуљице се одвајају од ње, а лутка постаје сребрнаста. Одрасли лептир излази из кукуљице након три до четири недеље, још увек унутар гнезда мрава. Лептир мора да испузи из мрављег гнезда пре него што може да прошири крила.
Неколико еволуционих адаптација омогућава ове асоцијације, укључујући мале жлезде на кожи гусеница које се називају „органи поре куполе“. Гусенице многих врста имају жлезду на седмом трбушном сегменту која производи медљику и назива се „дорзална нектарна жлезда“ (она је позната и као „дошљачка жлезда“). На осмом трбушном сегменту налази се орган који се може окретати, назван „пипкасти орган”, цилиндричан је са прстеном шиљака и емитује хемијске сигнале за које се верује да помажу у комуникацији са мравима.

## Потпородице
Највећа потпородица плаваца у Европи је потпородица правих плаваца (Polyommatinae), са 113 врста у Европи. Затим следе репкари (Theclinae) са 40 врста у Европи, дукати (Lycaeninae) са 16 врста у Европи и Aphnaeinae, са једном врстом у Европи. У Србији живи 38 врста из подпородице Polyommatinae, 9 врста из подпородице Lycaeninae и 8 врста из подпородице Theclinae.
Многи таксономисти укључују само Lycaeninae, Theclinae, Polyommatinae, Poritiinae, Miletinae, и Curetinae под Lycaenidae. Aphnaeinae, који су некада били племе (Aphnaeini) унутар Theclinae, недавно су такође добили ранг подпородице.
- Curetinae
  - Curetis thetis[10][11][12][10]
- Miletinae[13]
  - Liphyra brassolis[14]
- Poritiinae
- Aphnaeinae[9]
- Theclinae[9]
  - Arhopala
  - Atlides halesus
  - Eumaeus atala
  - Satyrium pruni
- Lycaeninae
  - Iophanus pyrrhias
  - Lycaena boldenarum
  - Lycaena epixanthe
  - Lycaena rauparaha
  - Lycaena dispar
  - Lycaena phlaeas
  - Lycaena heteronea
- Polyommatinae
  - Celastrina ladon
  - Chilades
  - Cupido comyntas
  - Cupido minimus
  - Cyaniris semiargus
  - Euphilotes battoides allyni
  - Euphilotes pallescens arenamontana
  - Glaucopsyche lygdamus
  - Glaucopsyche lygdamus palosverdesensis
  - Glaucopsyche xerces
  - Icaricia icarioides fenderi
  - Phengaris arion
  - Polyommatus icarus
  - Pseudozizeeria maha
  - Plebejus argus
  - Talicada nyseus

Неке старије класификације су укључивале и друге потпородице као што су Liphyrinae (сада Liphyrini, племе унутар Miletinae), Lipteninae (сада Liptenini, племе унутар Poritiinae) или Riodininae (сада посебна породица: Riodinidae).
Овде се обично (али не и једнозначно) смешта фосилни род Lithodryas; Lithopsyche је понекад смештен овде, али понекад у Riodininae.

## Врсте плаваца
Најчешћи плавац, како у Европи, тако и у Србији је обични плавац (Polyommatus icarus), остале честе врсте су стооки плавац (Plebejus argus), мали дукат (Lycaena phlaeas)  и развигор (Aricia agestis). Неки од најређих врста у Србији су: пакленац (Lycaena helle), мочварни мравник (Phengaris teleius), махунар (Iolana iolas) и боровничар (Agriades optilete). Најмањи плавац у Европи је Chilades trochylus. Последње откривени плавац у Србији је врста Драчац - Tarucus balkanicus. Пронађен је на крајњем југу Србије у границама заштићеног подручја Предео изузетних одлика "Долина Пчиње" 2021.године.

## Галерија
- Смарагдни репкар
- Наранџасти репкар
- Најмањи лептир Европе -
- Гусеница плавца
- Плавац
- Краткорепи селац (Leptotes pirithous)
- Развигор (Aricia agestis)
- Блистави плавац (Lysandra belargus)
- Загасити репкар (Satyrium ilicis)